# Полисаево
Полисаево (на руски: Полысаево) е град в Кемеровска област, Русия. Населението на града към 1 януари 2018 е 26 212 души.

## История
През 1959 година селището получава статут на град.